# كرة القدم الأمريكية في الولايات المتحدة
كرة القدم الأمريكية هي الرياضة الأكثر شعبية في الولايات المتحدة دون منازع. يمتلك الدوري الوطني أعلى معدل حضور جماهيري وإيرادات مقارنةً بأي دوري رياضي في العالم. في الولايات المتحدة غالبًا ما يُشار إلى اللعبة ببساطة باسم كرة القدم.

## التنظيم في الولايات المتحدة
لا توجد هيئة إدارية منفردة أو هيئة إدارية قارية لأمريكا الشمالية لكرة القدم في الولايات المتحدة. لكن توجد هيئة إدارية دولية أو الاتحاد الأمريكي لكرة القدم أو الاتحاد الدولي لكرة القدم. نظرًا إلى مكانتها بوصفها رياضةً شعبية، تُلعب كرة القدم بمستويات مختلفة، على أساس العمر والمهارة في أنحاء البلاد.

### المستوى الاحترافي

شعار الدوري الوطني لكرة القدم

الهيئة الإدارية لكرة القدم الأمريكية في الولايات المتحدة هي الهيئة الدولية لكرة القدم. ينقسم الدوري الوطني لكرة القدم إلى 32 فريقًا وهو الدوري الأساسي الوحيد في البلاد. حدث الكثير من المساعي خلال عقود ماضية لإنشاء دوري أساسي ثانٍ أو على مستوى عالٍ، لكن معظمها لم يُكلل بالنجاح، ومع محاولات المؤتمر الوطني لكرة القدم في ستينيات القرن الماضي، دُمج الدوري الأمريكي مع الدوري الوطني لكرة القدم.
لم يجرِ الدوري الوطني أي عمليات تطويرية على دوريات الفئة الثانية منذ توقف الدوري الأوروبي عام 2007. منذ إخفاق دوري الربيع عام 2000 وحتى تأسيس دوري النخبة عام 2011، لم يكن هناك دوريات ثانوية (مستقلة أو منظمة) في أي منطقة من البلاد. منذ ذلك الحين، كان دوري النخبة (الذي استمر حتى عام 2013) ودوري الخريف (2014-2015 قبل إعادة تنسيقه باسم دوري الربيع عام 2017) ودوري الرابطة الأمريكي الذي لُعب فترةً قصيرة عام 2019 قبل إخفاقه بسبب النزاعات الإدارية. وُضع دوري الرابطة الأمريكية دوريًا ثانويًا ليمثل مرحلة انتقالية بين بطولات الجامعة والدوري الوطني.
أعاد الدوري الأمريكي للمحترفين تنظيم الدوري بنفس الاسم الذي كان يحمله عام 2001، بدأ اللعب في فبراير 2020. وعلى عكس ما ذكر آنفًا لم يوضع دوريًا ثانيًا بل دوريًا مستقلًا.
هناك العديد من دوريات كرة القدم الأمريكية داخل الصالات المحترفة وشبه المحترفة تلعب في ملاعب بحجم ملعب كرة السلة. أكبر دوري محلي لكرة القدم يتألف من 13 فريقًا بين أوهايو وكاليفورنيا. دوري أرينا الذي مارس نشاطه عام 1987 كان دوريًا شهيرًا لكنه واجه العديد من المشكلات انتهت بإفلاسه عام 2008. توقفت الفرق وغادرت إلى دوريات أخرى قبل توقف الدوري عام 2019. معظم الدوريات المحلية الأخرى هي دوريات إقليمية. تُلعب هذه الدوريات بملاعب أصغر من ملاعب كرة القدم المفتوحة.
اللاعبون الذين لا يلعبون في الدوري الوطني لكرة القدم، يلعبون في الدوريات المحلية أو البطولات الداخلية، أو ينضمون إلى الدوري الكندي للمحترفين، الذي رغم قِدم قوانينه وبعض الفروق بينه وبين الدوري الأمريكي فما زال بوسع المشاهد الأمريكي متابعته. يخصص الدوري الكندي نصف قائمة اللاعبين لمن وُلدوا ونشأوا في كندا والنصف الآخر للاعبين الأجانب -الأمريكيين غالبًا- ويحظى أيضًا الدوري الكندي بمتابعة تلفزيونية في الولايات المتحدة، وفي عام 1995 لعب بعض المباريات في الولايات المتحدة.

### مستوى الجامعات والهيئات الجامعية

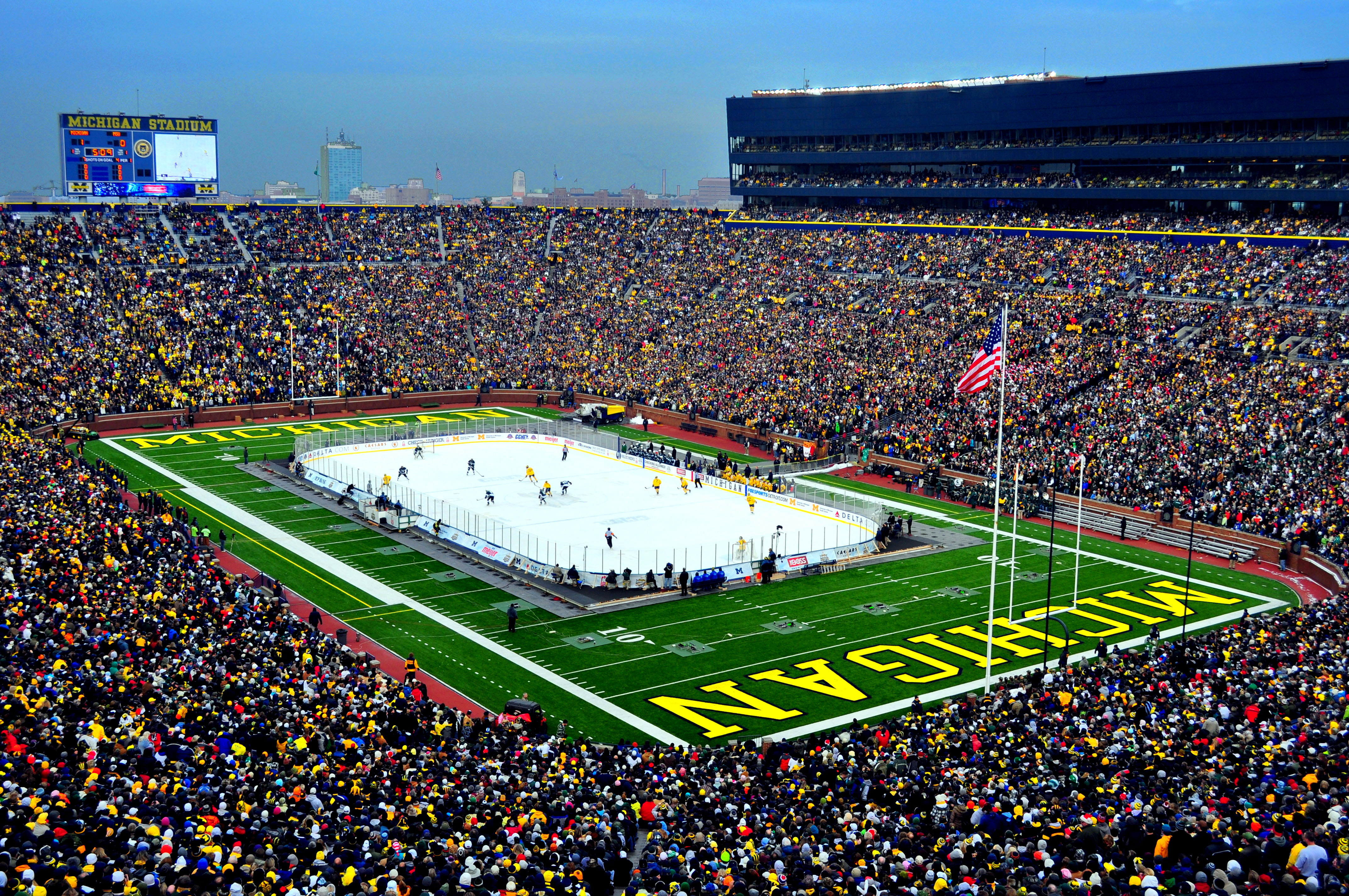
جانب من الحشود الغفيرة في ملعب ميشيغان التابع لجامعة ميشيغان في إحدى المباريات عام 2010

تحظى كرة القدم الجامعية بشعبية واسعة على مستوى أمريكا الشمالية. تخضع معظم فرق كرة القدم بالجامعات للرابطة الوطنية لرياضة الجامعات. لدى العديد من الكليات والجامعات فرقها الرياضية، وغالبًا ما تملك ملاعب خاصة بها. تلعب هذه الفرق غالبًا مع المدارس الأخرى المشابهة لها، من خلال التقسيم المعتمد من قبل الرابطة الدولية لرياضة الجامعات، التي تقسم الفرق الرياضية الجامعية إلى أربعة أقسام.
أكثر الفرق الشعبية تتسع ملاعبها لأكثر من 75 ألف متفرج. توجد ثمانية ملاعب لكرة القدم في ولايات ميشيغان وأوهايو وتكساس وتينيسي وكاليفورنيا وألاباما، أكبرها هو ملعب ميشيغان التابع لجامعة ميشيغان الذي يعدّ أكبر ملعب في البلاد وثالث أكبر ملعب رياضي في العالم حيث يتسع لأكثر من 107 ألف متفرج وعادةً ما تنفد التذاكر. يتضمن الأسبوع الخريفي لكرة القدم الجامعية الفرق الموسيقية والمشجعين والعودة إلى الوطن، تُعد الحفلات الجماعية جزءًا من التقاليد الأمريكية في العديد من من البلدات الصغيرة في جميع أرجاء البلاد. تُعد كرة القدم مصدرًا أساسيًا لإيرادات البرامج الرياضية المدرسية العامة والخاصة في الولايات المتحدة. ينضم أفضل لاعبي فرق الجامعات إلى مشروع الدوري الوطني بعد انتهاء حياتهم الجامعية، على أمل التوقيع مع أحد فرق الدوري.
إن (FCS وFBS) هما اختصاران لمسابقة كرة القدم الأمريكية وبطولة كرة القدم، وهما جزءان من القسم الأول لمسابقات كرة القدم. مسابقات الأبطال، تتكون غالبًا من مدارس أصغر من دوري كرة القدم الأمريكية لكنها أكبر من مسابقة القسم الثاني، الذي يعتمد على نظام متعدد الجولات والمباريات الفاصلة تمامًا مثل دوري القسمين الثاني والثالث، أما في مسابقة كرة القدم الأمريكية فتلعب 4 فرق فقط المباريات الفاصلة. فرق دوريات كرة القدم الأمريكية والأبطال بإمكانهم اللعب معًا وغالبًا ما يفعلون، تُقسم مسابقة كرة القدم الأمريكية إلى قسمين: المؤتمرات الأساسية (الذي يعرف أيضًا بالمؤتمرات الخمسة الكبرى) والمؤتمرات الرياضية (الذي يُعرف حاليًا بمجموعة الخمس). فرق المؤتمرات الكبرى مؤهلة للمنافسة في البطولات الدولية وتحظى بتأييد أعلى من الفرق الخمسة حسب استطلاع الرأي. مع أن مسابقة كرة القدم للأبطال تعتمد على المباريات الفاصلة، فإن ثلاثة من فرق المؤتمر لا تشارك، إذ لا تسمح مسابقة رابطة اللبلاب لفرقها باللعب في المسابقة، وتلعب فرق المؤتمر الرياضي الجنوب الغربي وفرق الغرب الأوسط الرياضي معًا في مسابقتهم الخاصة. لا تقدم فرق القسم الثالث منحة دراسية لدوري المدارس الثمانية، إذ تمنع رابطة اللبلاب المنح الرياضية في أي رياضة، وكذلك دوري الرواد لكرة القدم الذي ينشط في مسابقات كرة القدم فقط، ويقدم المنح الدراسية لرياضات غير كرة القدم.
تُبث مباريات فرق البحرية وفرق المؤتمر الخمسة الكبرى عبر التلفزيون الوطني، مع أن فرق الدوري الصغير وفرق دوري الأبطال لكرة القدم تشهد تغطية إعلامية محدودة عبر التلفزيون المحلي وشبكات الهواة. نشرت الرابطة الدولية للرياضة الجامعية، الرابطة الوطنية لألعاب القوى بين الكليات (تتضمن كليات صغيرة خاصة به في الغرب الأوسط)، والرابطة الوطنية للناشئين (رابطة الكليات الاجتماعية) ورابطة كاليفورنيا (كليات المجتمع الرياضي التي تعادل الرابطة الدولية للناشئين). توجد منافسات كروية للفرق المدرسية التي يديرها الطلاب الذين لا يفضلون المشاركة في بطولات على مستوى الجامعة. توجد عشرة ملاعب لفرق الجامعة التي تنشط في منافسات الدوري الربيعي، ويجب ألا تتجاوز أوزان جميع اللاعبين 81 كغم، أربعة من هذه الفرق ومنذ زمن بعيد اعتادت اللعب معًا ضمن الرابطة الوطنية الرياضية للجامعات، فريقان من آيفي ليج وفريقان من فرق الأكاديمية العسكرية. أُضيفت 6 فرق منذ استئناف الدوري المركزي لكرة القدم عام 2008، هذه الفرق لم يكن لديها فرق لكرة المضرب أو أنها أُقصيت من الرابطة الوطنية للألعاب القوى لفرق العدْو السريع.

### مستوى المدارس الثانوية
تمتلك معظم المدارس الثانوية الأمريكية فرق لكرة القدم. تحظى كرة قدم المدارس الثانوية بشعبية ولديها ملاعب تتسع لأكثر من عشرة آلاف مشجع وتستطيع تحمل تكاليف أسطح اللعب الاصطناعية.
عمومًا تلعب فرق هذه المدارس مبارياتها فقط ضد فرق من نفس الولاية، باستثناء المباريات بين المدارس القريبة على حدود الولايات وبين الفرق المصنفة دوليًا لأغراض البث التلفزيوني. لا زالت بعض المدارس الثانوية للمسيحيين يلعبون ضمن الجمعية الدولية للأبطال كاتحاد الرياضيين الفدراليين. كرة القدم في المدارس الثانوية في معظم الولايات الأمريكية -كما هو الحال مع رياضات المدارس الثانوية الأخرى- يديرها الاتحاد الدولي للرابطة الدولية للمدارس الثانوية.
يوفر الاتحاد الدولي للرابطة الدولية للمدارس الثانوية مسابقات كرة قدم تُلعب بتسعة لاعبين -عادةً من ولاية تكساس وكان سابقًا منتشرًا في مناطق أخرى- ومسابقات لكرة القدم تُلعب بثمانية لاعبين -في معظم الولايات- وكذلك كرة قدم تُلعب بستة لاعبين.

### كرة قدم الهواة للبالغين/شبه المحترفين
كرة قدم الهواة، وتُعرف أيضا بكرة القدم لشبه المحترفين، وهي بمستوى كرة القدم الأمريكية. ومعروفة أيضا بكرة القدم للرجل العامل، ما يعني أن اللاعبين لديهم وظائف ويلعبون كرة القدم في عطلة نهاية أسبوع. ومع أن اللاعبين لا يتقاضون رواتب، تُدار المسابقة بطريقة احترافية. قوانين هذه الدوريات تؤخذ عادةً من قوانين الدوري الوطني والرابطة الوطنية.
تُلعب العديد من الدوريات المختلفة في الولايات المتحدة: دوري شمال أمريكا وهو دوري لكرة القدم الأمريكية للهواة البالغين، تقع معظم فرقها في مناطق شرق الولايات المتحدة والغرب الأوسط والجنوب الأمريكي. تُلعب مسابقاتها داخل الأقاليم في مواسم منظمة للحفاظ على السفر لمسافات قصيرة. في المباريات الفاصلة، الفائزون من الأقاليم سيتواجهون فيما بينهم في دوري الأبطال. ودوري كرة قدم نيو إنجلند يتضمن 30 فريقًا، يمثل فريق واحد على الأقل كلًا من الولايات الست.